# Carduus cyrneus
Carduus cyrneus là một loài thực vật có hoa trong họ Cúc. Loài này được Schlüssel & Jeanm. mô tả khoa học đầu tiên năm 2004.